# مایکن کاسپرشن فالا
مایکن کاسپرشن فالا (انگلیسی: Maiken Caspersen Falla؛ زادهٔ ۱۳ اوت ۱۹۹۰) اسکی‌باز صحرانوردی اهل نروژ است.